# Валасмулла (підрозділ окружного секретаріату)
Підрозділ окружного секретаріату Валасмулла — підрозділ окружного секретаріату округу Хамбантота, Південна провінція, Шрі-Ланка. Складається з 71 Грама Ніладхарі.